# Der Seefuchs
Der Seefuchs (Originaltitel: The Sea Chase) ist ein US-amerikanischer Film mit John Wayne und Lana Turner aus dem Jahr 1955, der zu Beginn des Zweiten Weltkriegs spielt. Regie führte John Farrow für Warner Bros., das Drehbuch stammte von Western-Autor James Warner Bellah nach einem Roman von Andrew Geer.

## Handlung
Den Rahmen der Handlung bildet ein Katz- und Maus-Spiel auf hoher See: Der deutsche Frachter Ergenstrasse unter dem Kommando von Kapitän Karl Ehrlich wird im Hafen von Sydney vom Ausbruch des Zweiten Weltkriegs überrascht. Entschlossen, sich nicht internieren zu lassen, wagt Ehrlich trotz fehlenden Brennstoffs und Proviants den Ausbruch und wird von Schiffen der Royal Navy und Royal Australian Navy quer über den Pazifik gejagt. Weitere Komplikationen ergeben sich aus dem Dreiecksverhältnis zwischen Ehrlich, seinem Freund Commander Jeff Napier von der Royal Navy und dessen Verlobter, der deutschen Spionin Elsa Keller, die Ehrlich auf Weisung des deutschen Generalkonsuls an Bord der Ergenstrasse nach Deutschland bringen soll.
Auf der Flucht läuft die Ergenstrasse eine Station für Schiffbrüchige auf den Auckland Islands an, um unentbehrlichen Proviant aufzunehmen. Der Erste Offizier erschießt die dort angetroffenen Seeleute beim Verlassen der Station, ein Mord, der Kapitän Ehrlich angelastet wird. Dadurch wird die Jagd auf ihn für die Royal Navy, besonders aber für Jeff Napier zur Ehrensache. Die zum Teil unpopulären Entscheidungen von Kapitän Ehrlich drohen die Besatzung der Ergenstrasse zu spalten, aber sein geradliniges Wesen, sein Charakter und seine Fairness schweißen die Mannschaft wieder zusammen. Unter Bewältigung vieler weiterer Probleme – wobei sich Elsa Keller und Kapitän Ehrlich näher kommen – erreicht die Ergenstrasse schließlich Valparaíso in Chile. Da die Flucht mittlerweile zum Politikum geworden ist, verbietet der Generalkonsul, die Wahrheit über die Bluttat offenzulegen. Aus diesem ganzen Intrigensumpf flieht Ehrlich mit seiner Mannschaft auf der Ergenstrasse nach Deutschland. Elsa Keller schleicht sich ohne sein Wissen an Bord, um bei ihm bleiben zu können. In Deutschland erwartet beide wegen ihrer Flucht das Gefängnis. Vor der norwegischen Küste wird der kleine Frachter von einem britischen Kriegsschiff unter Napiers Kommando gestellt. Nachdem er seine Mannschaft – bis auf den Ersten Offizier – in die Boote gebracht hat, geht Ehrlich auf Kollisionskurs, die Ergenstrasse wird versenkt. Das Ende bleibt offen; es bleibt die Option, dass Ehrlich und Elsa Keller, die das Schiff nicht verlassen hat, die nahe Küste des neutralen Norwegen erreicht haben.

## Kritik
„Weit hergeholte Handlungskonstruktion und ein wenig authentisches Milieu in einem Kriegsabenteuerfilm, der um den Mythos seemännischer Fairneß rankt.“

„Das Interessanteste an der ebenso banalen wie langatmigen Geschichte sind die unzähligen Kleider Lana Turners, die sie wundersamerweise in einer einzigen kleinen Tasche mit an Bord gebracht hat.“